# Родина Героя
Родина Героя — хутор в Ольховатском районе, Воронежской области, входит в состав Степнянского сельского поселения.

## География
Хутор Родина Героя расположен в южной части Степнянского поселения, Ольховатского района, Воронежской области, в отвершке балки, дающей начало реке Свинуха. Застройка хутора вторит линиям рельефа, при этом перепад высот здесь достаточно велик-до 40-50 метров. В восточной части хутора расположен большой пруд и лесное урочище Печерское (бывший хутор-часть современного х. Кошарного).

## История
Населённый пункт был основан в начале XIX века как владельческий хутор Чертковых. Первое упоминание о хуторе Гирлы относится к 1816 году. В 1859 году в хуторе насчитывалось 38 дворов,343 жителя. В 1885 году здесь проживало 450 человек. В 1900 году численность населения хутора составила 520 человек. Было 96 дворов, общественное здание, школа.
Советская власть была установлена в 1918 году. Уроженцем хутора является Герой Советского Союза И. А. Письменный (1925—1944). В 1942 году, когда линия фронта вплотную подошла к родным местам, семнадцатилетний паренек помогал красноармейцам выбираться из окружения. В марте 1943 года был призван в армию. Погиб младший сержант Письменный в Румынии у города Яссы. В 1957 году в честь уроженца хутора Гирлы И. А. Письменного колхоз им. Буденного получил название «Родина Героя», а затем был переименован и хутор. 
 На хуторе Родина Героя установлен памятник герою.
В 1964 году Указом Президиума ВС РСФСР хутор Гирлы переименован в Родина Героя.

## Население
| 1859 | 2010 |
| ---- | ---- |
| 343  | ↘123 |